# 厉以平
厉以平（1945年—2013年7月11日），男，江苏仪征人，中国经济思想史学家，曾任中国社会科学院经济研究所研究员。

## 家庭
哥哥厉以宁、厉以京。